# Vogt (Bade-Wurtemberg)
Pour les articles homonymes, voir Vogt (homonymie).
Vogt est une commune de Bade-Wurtemberg (Allemagne), située dans l'arrondissement de Ravensbourg, dans la région Bodensee-Oberschwaben, dans le district de Tübingen.

## Jumelage
- Le Mayet-de-Montagne (France) depuis 1992